# Посольство Польши в Японии
Посольство Республики Польша в Японии (пол. Ambasada Rzeczypospolitej Polskiej w Japonii z siedzibą w Tokio) — польское дипломатическое представительство, расположенное в Токио, Япония.
В консульский округ Посольства входит вся территория Японии.
Помимо посольства, на территории Японии действуют Генеральное консульство Республики Польша в Хиросиме (пол. Konsulat Generalny Rzeczypospolitej Polskiej w Hiroszimie), а также Почётное консульство Республики Польша в Кобе (пол. Konsulat Honorowy Rzeczypospolitej Polskiej w Kobe).
Должность Чрезвычайного и Полномочного Посла с октября 2019 года занимает Павел Милевский — польский кадровый дипломат, китаист, выпускник Университета имени Адама Мицкевича.

## История
Дипломатические отношения между Польшей и Японией были установлены 22 марта 1919 года.
Посольство Польши в Токио начало свою деятельность в августе 1920 года. Первым официальным представителем Польши в Японии был Юзеф Тарговский.
С 2001 года посольство Польши располагается в новом, специально построенном здании в престижном районе Токио Мэгуро.